# Топаллер, Виктор Александрович
Ви́ктор Алекса́ндрович Топа́ллер (13 июля 1958, Москва, СССР — 10 января 2018, Нью-Йорк, США) — советский, израильский и американский журналист, режиссёр, теле- и радиоведущий и сценарист.

## Биография
Родился в Москве в семье учёного-метролога, кандидата технических наук Александра Викторовича Топаллера (1930 г.р.) и Людмилы Залмановны Топаллер (1929 г.р.). По окончании школы поступил на актёрское отделение Щукинского училища, после первого курса перевёлся на факультет театральной режиссуры в ГИТИС, который окончил в 1981 году с красным дипломом по специальности «режиссёр».
По специальности работал в Москонцерте, Росконцерте, ставил эстрадные шоу-программы, драматические и музыкальные спектакли, проводил фестивали в Москве, Ленинграде, в Риге, на Дальнем Востоке. Много лет сотрудничал с Валерием Лёвушкиным и ансамблем «Бим-Бом».
Снимался в кино в эпизодических ролях: «Долой коммерцию на любовном фронте, или Услуги по взаимности» (1988) и «ПМЖ» (2001).
В 1989 году совместно с Анатолием Трушкиным написал сценарий и поставил эстрадный спектакль «Птичий рынок» с Лией Ахеджаковой в главной роли, который стал его последней работой в СССР.
В 1990 году с семьёй уехал в Израиль, где работал режиссёром в театральной школе и писал статьи в газеты «Спутник», «Новости недели», «Глобус», «Время».
С 1993 по 1995 год работал по контракту в Бельгии. Режиссировал несколько постановок в шоу-бизнесе, в том числе спектакль на французском языке, в котором приняли участие московские и бельгийские актёры. Получил несколько предложений работать по специальности в Англии и Франции или остаться в Брюсселе, но в 1995 году вернулся в Израиль, где стал ведущим русскоязычных программ Национального израильского телевидения: общественно-политической программы «Ракурс» и ток-шоу «Визави с Виктором Топаллером», участниками которых являлись выдающиеся представители культуры и политики.
После возвращения в Израиль Виктор Топаллер продолжил работать журналистом в различных местных изданиях: в газете «24 часа», затем в газете «Наша страна». Создал газету «Русский израильтянин», в которой вел несколько рубрик и являлся заместителем главного редактора. В качестве режиссёра Топаллер поставил в «Гейхал ха-Тарбут» театрально-концертное представление «Дальше ехать некуда», посвященное пятилетию русской алии 1990 года, а затем — Международный фестиваль юмора во дворце спорта «Яд-Элияху». Издал авантюрно-приключенческий детективный роман «Русская пуля для Ицхака Рабина».
В 2000 году был приглашён на работу в США на русскоязычный телеканал TVR и получил вид на жительство по программе «extraordinary person» за выдающиеся заслуги в области журналистики. Впоследствии Топаллер стал сотрудником крупнейшего в Америке русскоязычного телеканала RTVi. Имел двойное гражданство — Израиля и США.
Одновременно с работой на телевидении сотрудничал с русскоязычными радиостанциями Америки: сначала с «Народной волной», затем с радио «Новая Жизнь» (в дальнейшем «Все»). В газете «Еврейский мир» Топаллер вел свою рубрику «Рикошет» и писал статьи для русскоязычной газеты «Наша Канада». Издательством «Слово» издан сборник «Полный Шалом», куда вошли статьи, эссе, рассказы о впечатлениях автора о жизни в Израиле.
В 2008 году в Нью-Йорке в театре «Хаверим» поставил пьесу израильского писателя Эфраима Кишона «Ктуба» («Брачный договор») (перевод на русский Марьяна Беленького).

### Работа на Дэвидзон-Радио
Работал радиоведущим на «Дэвидзон-Радио», где вел три передачи: авторскую программу «Полный Шалом», посвященную различным аспектам взаимоотношений Америки и Израиля (совместно с бывшим вице-мэром Иерусалима Ларисой Герштейн); авторскую общественно-политическую программу «Рикошет»; авторскую музыкальную программу «Топ-парад с Виктором Топаллером», в которой звучат шлягеры 1960—1980-х годов и рассказы об исполнителях и авторах советских песен, со многими из которых ведущий был знаком лично.

### Работа на телеканале RTVi
С 2000 по 15 мая 2017 года Виктор Топаллер вёл популярную авторскую программу «В Нью-Йорке с Виктором Топаллером» на канале NTV-International (затем переименованном в RTVi), где за 17 лет побывали больше семисот музыкантов, писателей, актёров, режиссёров, политиков. В разные годы гостями передачи были:
- Андрей Кураев
- Эхуд Ольмерт
- Алиса Фрейндлих
- Владимир Буковский
- Олег Янковский
- Владимир Войнович
- Михаил Козаков
- Анатолий Кашпировский
- Елена Боннэр
- Владимир Синельников
- Владимир Познер
- Игорь Губерман
- Эльдар Рязанов
- Борис Акунин
- Зураб Церетели
- Исраил Цвайгенбаум
- Римма Казакова
- Юрий Башмет
- Михаил Жванецкий
- Валерия Новодворская
- Анна Нетребко
- Владимир Гусинский
- Иосиф Кобзон
- Сергей Юрский
- Олег Басилашвили
- Галина Волчек
- Михаил Задорнов
- Геннадий Хазанов
- Станислав Ростоцкий
- Наум Коржавин
- Михаил Рахунов
- Бари Алибасов
- Юрий Шевчук
- Юлий Ким
- Александр Градский
- Роман Виктюк
- Елена Образцова
- Натан Щаранский
- Борис Эйфман
- Владимир Винокур
- Борис Гребенщиков
- Тимур Шаов
- Лев Дуров
- Валентин Юдашкин
- Эльдар Рязанов
- Михаил Веллер
- Авигдор Либерман
- Рустам Ибрагимбеков
- Георгий Вайнер
- Владимир Жириновский
- Гарри Каспаров
- Сергей Ковалёв
- Борис Немцов
- Сергей Капица
- Вячеслав Полунин
- Андрей Битов
- Ирина Слуцкая
- Алла Демидова
- Семён Белиц-Гейман
- Николай Цискаридзе
- Евгений Плющенко
- Олег Попов
- Анастасия Волочкова
- Виталий Кличко
- Дмитрий Хворостовский
- Нина Ананиашвили
- Эрнст Неизвестный
- Алексей Касатонов
- Нино Бурджанадзе
- Валерий Гергиев
- Михаил Шемякин
- Олег Калугин
- Владимир Спиваков
- Александр Кушнер
- Юрий Темирканов
- Денис Мацуев
- Бадри Патаркацишвили
- Марина Литвиненко
- Наталья Гулегина
- Диана Вишнева
- Лайма Вайкуле
- Юрий Мамин
- Владимир Васильев
- Михаил Касьянов
- Нани Брегвадзе
- Светлана Крючкова
- Татьяна Тарасова
- Псой Короленко
- Соломон Волков и др.

С 2008 по 8 мая 2017 года на RTVi также еженедельно выходила получасовая авторская программа Виктора Топаллера «Американский ликбез», задуманная как цикл передач о различных сторонах культурной, политической, экономической, научной жизни США и их истории. Ранее на этом же канале выходили в эфир программы Топаллера «Точка зрения» и «Перекрёсток».
С 19 июня по 14 августа 2017 года вёл проект с несколько иным форматом «У камина с Топаллером». Был уволен с RTVI осенью 2017 года в связи с сокращениями и финансовыми проблемами на канале.

### Смерть
Умер 10 января 2018 года в Нью-Йорке после скоротечного рака лёгких.

## Семья
Жена — Галина Вадимовна Топаллер (род. 15 мая 1957), сын — Алекс Топаллер, соучредитель студии Aggressive.

## Награды и премии
- 2001 — премия «Сэми» в номинации «За лучшую авторскую телепрограмму».
- 2002 — ежегодная премия «Человек года» в номинации «Самый популярный и профессиональный представитель средств массовой информации „Русской Америки“» по результатам опроса 40 тысяч зрителей в 18 штатах.
- 2014 — премия «Человек года русскоязычной Америки» в номинации «Media Award» — «За выдающиеся достижения в области СМИ».